# Ніках
Ніках (النكاح — одруження), джаваз, завадж, урс, нікях — шлюб, укладений між чоловіком і жінкою в ісламському сімейному праві. Для того, щоб шлюб був дійсним, необхідно виконати низку умов: чоловік має бути повнолітнім мусульманином і не підпадати під категорію махрам, чоловікам дозволено одружуватися з мусульманками, християнками і юдейками, але мусульманка може одружитися тільки з мусульманином.

## Правила та зміст нікаху
Ніках є аналогом християнського вінчання. Укладається він у мечеті, для цього потрібна присутність батьків нареченої та свідків (чоловіків та жінок). Процедура проходить так: мулла читає дуа, після чого запитує, чи погоджується батько нареченої (або брат чи опікун у разі відсутності) видати її за нареченого. Якщо відповідь ствердна, молитва повторюється, а потім згоду запитують у самих молодят. Якщо хтось з учасників процесії не надає позитивної відповіді, процедура припиняється, а ніках вважається недійсним. Для завершення обряду жінка має тричі сказати: «Виходжу заміж»; а чоловік: «Беру за дружину». З цього моменту ніках вступає в силу. При укладенні жінка може зазначити певні аспекти, наприклад, що вона хоче на махр, що їй дозволено навчатися та працювати, виходити з дому без дозволу чоловіка чи що вона буде єдиною дружиною. Чоловік зобов’язаний виконати ці умови.
Ніках є аналогом християнського вінчання. Укладається він у мечеті, для цього потрібна присутність батьків нареченої та свідків (чоловіків та жінок). Процедура проходить так: мулла читає дуа, після чого запитує, чи погоджується батько нареченої (або брат чи опікун у разі відсутності батька) видати її за нареченого. Якщо відповідь ствердна, молитва повторюється, а потім згоду запитують у самих молодят. Якщо хтось з учасників процесії не надає позитивної відповіді, процедура припиняється, а ніках вважається недійсним. Для завершення обряду жінка має тричі сказати: «Виходжу заміж»; а чоловік: «Беру за дружину». З цього моменту ніках вступає в силу. При укладенні жінка може зазначити певні аспекти, наприклад, що вона хоче як махр, дозвіл на навчання й роботу, виходити з дому без дозволу чоловіка чи можливість бути єдиною дружиною. Чоловік зобов’язаний виконати ці умови.
Наявність свідків та батьків є обов’язковою. У разі конфліктів пара має звертатися по поради лише до них, а в разі необхідності вони зможуть підтвердити укладення нікаху.
Недоброчесні мусульмани можуть запропонувати укласти «таємний ніках». Такого явища в ісламі не існує, таємний шлюб не є дійсним, а інтимні стосунки поза нікахом вважаються зіною (гріховним перелюбом).
Обов’язковими умовами для укладення нікаху є: згода молодят, виплата махру, наявність свідків, зобов’язання чоловіка гідно утримувати дружину та дітей, кількість дружин обмежується чотирма, ніках не є фіктивним чи тимчасовим. 
Припинення нікаху можливе за певних умов: перелюб, боговідступництво (зокрема прийняття іншої релігії без відома партнера), прийняття дружиною ісламу без дозволу чоловіка, другий чи третій таляк (розлучення), якщо вже пройшов період ідди, якщо партнери дізналися, що підпадають під махрам (є родичами). Прерогатива в припиненні нікаху належить чоловіку: він може зупинити його без наявності суттєвих умов, сказавши «таляк» або «вільна» тричі.  
Чоловік має обов’язок утримувати жінку та дітей після розлучення до моменту нового нікаху дружини. Партнери не мають права вступати у новий шлюб до закінчення періоду ідди, що триває три місяці (це пов’язано з тим, що жінка може бути вагітна та має бути встановлений батько плода). 